# 塔伊耶托斯山脉

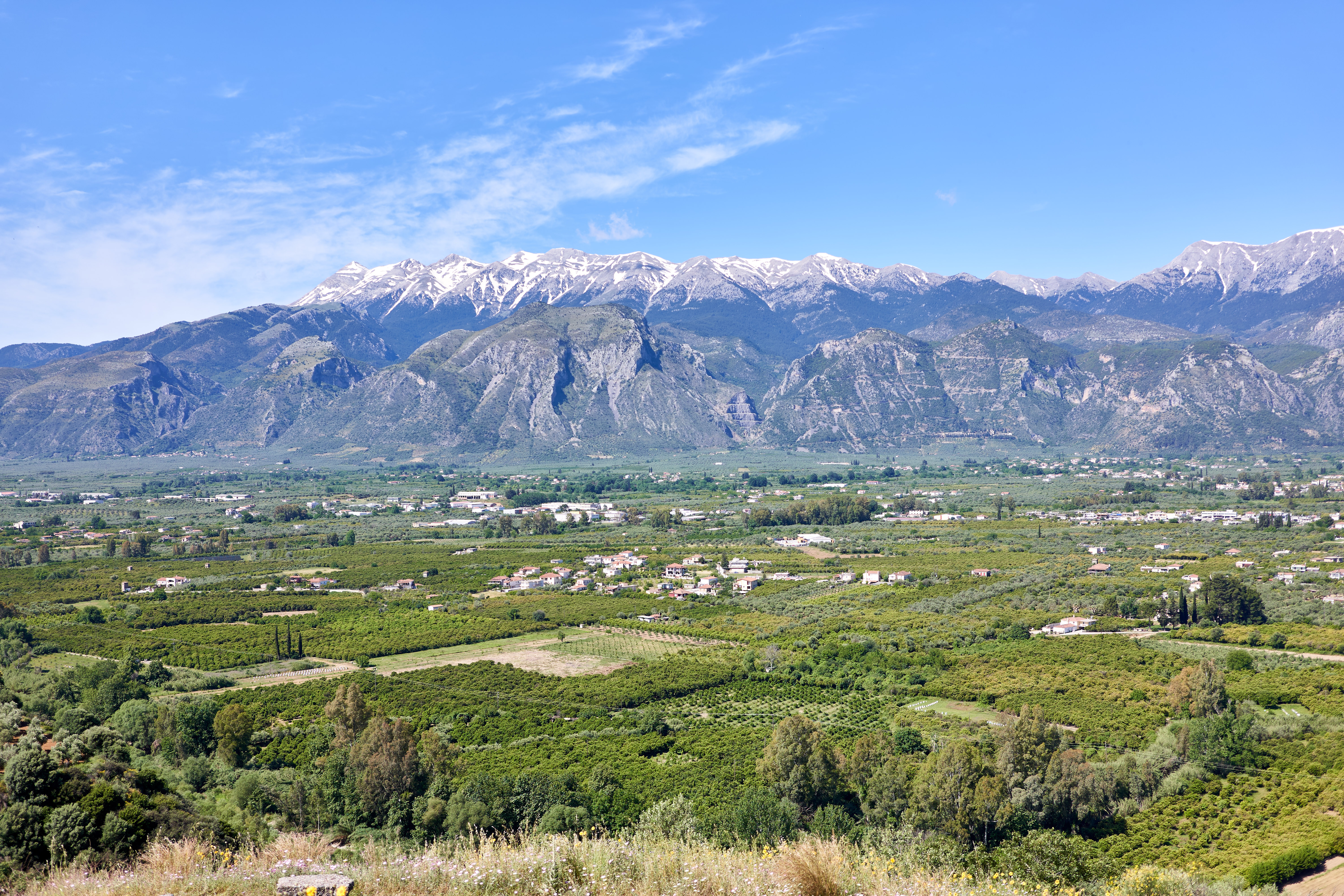
塔伊耶托斯山脈

塔伊耶托斯山脉（羅馬化：Taygetos）是希臘南部伯羅奔尼撒半島上的一個山脈，最高峰是塔伊耶托斯山。塔伊耶托斯山脈是歐洲最為古老的地名之一，出現在奧德賽。在拜占庭時期至19世紀，塔伊耶托斯山脈曾名為五指山（Πενταδάκτυλος）。塔伊耶托斯山脈全長約100公里。

## 外部連結
- Greek Mountain Flora
- . Mani. mani.org.gr.   [2016-04-25]. （原始内容存档于2014-11-09）.
- . Therevidae. The Theravid PEET Project. 2007  [2016-04-25]. （原始内容存档于2007-09-05）.
- Lacazette, Al. . naturalfractures.com. 2000–2001  [2016-04-25]. （原始内容存档于2016-04-24）.
- scoand. . Panoramio.   [29 August 2011]. （原始内容存档于2016-03-03）.
- Geddes, Murray. . Panoramio.   [2 September 2011]. （原始内容存档于2016-03-04）.